# Исабела I Кастилска
Исабела I Кастилска (наричана също Исабела Испанска, за да бъде различавана от Изабела Френска; друг неин прякор е Исабела Католичката) е кралица на Кастилия и Леон. Наследява от брат си Енрике IV кастилската корона и сключва династичен брак с Фердинанд Арагонски, с което поставя основите на политическото обединение на Испания, завършено при внука им Карл V.
Изявява се като ревностна католичка и поборничка за вярата, която основава Испанската инквизиция. Управлението ѝ бележи завършването на испанската Реконкиста (1492) и откриването на Америка, което дава основание тя да бъде определяна като един от най-успешните и най-популярни владетели за всички времена.

## Ранни години
Исабела Трастамара е родена на 22 април 1451 г. в Мадригал де лас Алтас Торес, Кастилия и Леон. Тя е дъщеря на крал Хуан II Кастилски и инфанта Изабела Португалска. Кръстена е на майка си Изабела – име, което дотогава не е широко разпространено в Кастилия.
След раждането си Исабела става втора в линията на наследяване на короната след по-големия си полубрат Енрике IV. По това време Енрике е на 26 г. и е женен, но няма деца, което увеличава шансовете на Исабела един ден да се възкачи на престола. Две години след раждането на Исабела се ражда и по-малкият ѝ брат Алфонсо, който я измества от второто място в линията за наследяване.
Бащата на Исабела умира през 1454 г., след което на престола се възкачва брат ѝ Енрике IV. Исабела и майка ѝ обаче се преместват да живеят в Аребало. По същото време майката на Исабела започва да проявява признаци на лудост, която често ще се появява при нейните наследници. Към бедите, които сполетяват семейството, се прибавя и постоянната липса на пари. Въпреки че в завещанието си крал Хуан II се е погрижил за финансовото обезпечение на втората му съпруга и децата ѝ, синът му Енрике не изпълнява волята на покойния си баща. Когато новата кралица – Хуана Португалска, ражда първото си дете, Исабела и брат ѝ са отделени от майка им и са заведени в кралския двор в Сеговия. Кралица Жуана ражда момиче – Хуана, за която много от придворните смятат, че не е биологична дъщеря на Енрике.
Загрижените за властта барони застават срещу краля, настоявайки по-малкият му брат Алфонсо да бъде обявен за престолонаследник с титлата Принц на Астурия. Те стигат дори до идеята за насилствена замяна на краля с брат му, на което Исабела се противопоставя категорично, съгласявайки се единствено с обявяването на Алфонсо за наследник на Енрике. Енрике обаче отказва да обяви брат си за наследник, което става причина за пряк военен сблъсък с неговите поддръжници. Така след битката при Олмедо през 1467 г. крал Енрике е принуден да признае Алфонсо, но настоява той да се ожени за дъщеря му Хуана. Няколко дни след обявяването на Алфонсо за принц на Астурия той съвсем ненадейно умира, което е причина някои да подозират, че е отровен от брат си.

## Принцеса на Астурия
След смъртта на Алфонсо много от благородниците от неговия кръг се надяват, че Исабела ще стане законна наследница на короната. И без да е необходимо бароните да я убеждават да моли брат си за титлата Принцеса на Астурия, Исабела е наясно, че сега тази титла ѝ принадлежи по право, тъй като и тя е на мнението, че Хуана не е законна дъщеря на брат ѝ. Така Исабела отказва на благородниците да се провъзгласи сама за кралица, признавайки Енрике за законен владетел, в замяна на което през 1468 г. брат ѝ я признава за престолонаследница чрез т.нар. Договор от Торос де Гисандо (Tratado de los Toros de Guisando). Скоро след това кралят започва да търси подходящ съпруг за сестра си.

### Годежи и брак
Още на тригодишна възраст Исабела е сгодена за Фердинанд Арагонски – син на крал Хуан II Арагонски. Шест години по-късно Енрике разтрогва годежа, за да сгоди сестра си за другия син на арагонския крал – крал Карлос IV Наварски. Този брак също не се осъществява поради отказа на Хуан II. Така Енрике се спира върху португалския крал Афонсу V. Енрике урежда бракосъчетанието на Афонсу и Исабела в кралския манастир „Св. Богородица от Гуадалупе“, но Исабела отказва брака поради голямата възрастова разлика между двамата.
Вече на 16 години, Исабела е сгодена за дон Педро Хирон, брат на кралския фаворит дон Хуан Пачеко. Този път на Исабела не е оставен друг избор поради огромното влияние на дон Хуан върху краля. Горещите молитви на инфантата към Бога бракът ѝ с 43-годишния дон Педро да не се състои се сбъдват – годеникът умира от възпален апендикс малко преди да посрещне годеницата си.
Смъртта на четвъртия годеник на Исабела отново връща на дневен ред въпроса за годежа ѝ с португалския крал, който е част от плана на Енрике да омъжи дъщеря си Хуана за сина на Афонсу V Жуау II, така че след смъртта на Афонсу, Хуана и Жуау да обединят Португалия и Кастилия. И този път Исабела отказва да се омъжи за престарелия Афонсу.
След този пореден отказ на Исабела, Енрике започва преговори за брака ѝ с брата на френския крал Луи XI – Шарл, херцог дьо Бери. Междувременно Хуан II Арагонски започва тайни преговори с Исабела за омъжването ѝ за Фердинанд Арагонски, когото инфантата смята за най-подходяща партия. Проблем обаче се оказва близкото родство между двамата – те са втори братовчеди, което означава, че за евентуален брак между двамата ще е необходимо разрешение от папата. Папата обаче протака разрешението си от страх, че то ще влоши отношенията между Папството, от една страна, и Кастилия, Франция и Португалия, от друга, тъй като те също са заинтересовани.
Ревностна католичка, Исабела отказва категорично да се омъжи за Фердинанд без папска благословия. Проблемът обаче е решен чрез намесата на Родриго Борджия, който издейства папска була от папа Пий II в подкрепа на брака на Исабела и Фердинанд. Исабела се съгласява да се омъжи за Фердинанд. Тя успява да избяга от кастилския двор под предлог, че отива да се поклони на гроба на покойния Алфонсо в Авила. Междувременно Фердинанд Арагонски пристига инкогнито в Кастилия, преоблечен като търговец. Така на 19 октомври 1469 г. двамата се женят във Валядолид. По силата на предбрачния договор арагонският принц и престолонаследник остава в Кастилия, където трябва да спазва законите на страната и да не предприема нищо без съгласието на съпругата си.
Когато Енрике научава за брака на сестра си, той се опитва да убеди папата да оттегли благословията си, изтъквайки роднинската връзка между двамата. Папа Сикст IV обаче отказва да го направи. Енрике лишава Исабела от престолонаследието и посочва вместо нея дъщеря си Хуана, но през 1474 г. умира. Кортесите на Кастилия признават Исабела за кралица и това разпалва гражданска война между поддръжниците на Хуана и Исабела, наречена война за кастилското наследство.

### Борба срещу Португалия
Признаването на Исабела за кралица от Кортесите не слага край на борбата за престола, за който претендира и дъщерята на Енрике Хуана Белтранеха. В нейна подкрепа се обявява и чичо ѝ, португалският крал Алфонсо V, който нахлува с войските си в Кастилия след смъртта на Енрике IV и се оженва за Хуана. Кулминация на войната е битката при Торо на 1 март 1476 г., в която португалците търпят поражение. Войната продължава до октомври 1479 г., когато Афонсу V е принуден да подпише мирен договор и да се откаже от претенциите върху Кастилия.

## Управление

### Династична уния
Съгласно решението на Кортесите управлението на Кастилия и Леон трябва да се осъществява единствено от Исабела и допускането на Фердинанд в него ще я лиши от престола. Освен това назначаването на кралска служба и четенето на съдебни присъди трябва да става от името на двамата съпрузи, техните ликове трябва да бъдат изсечени на новите монети, но хазната и войската на Кастилия и Леон трябва да са на изключителното разположение само на Исабела. Двете кралства Кастилия и Арагон съхраняват независимостта си едно от друго – техните институции продължават да функционират отделно, а и официалните езици в двете кралства продължават да бъдат различни.
1492 г. е може би една от най-важните в управлението на Исабела – на 2 януари нейните войски превземат Гранада и завършват испанската Реконкиста, на 12 октомври покровителстваната от кралицата експедиция на Христофор Колумб достига Америка (макар че тя ще научи за това през следващата година), а всички евреи и мюсюлмани са експулсирани от страната или насила християнизирани.

### Завършване на Реконкистата
В края на 15 век Кралство Гранада на Насридите е последният бастион на Ал-Андалус на Пиренейския полуостров. Защитена от трудния релеф и укрепените градове, Гранада успява да се противопостави на дългия процес на Реконкистата. Въпреки това маврите не успяват да достигнат до единни действия в борбата срещу испанците. На Исабела и Фернандо им отнема повече от десет години, за да сломят съпротивата на Гранада.
През 1484 г. войските на Исабела и Фернандо успяват да пленят султан Мохамад XII. През 1487 г. Мохамад е освободен срещу огромен откуп и успява да си върне властта в Гранада. Междувременно Исабела и Фернандо успяват да наемат рицари от цяла Европа и да модернизират артилерията си с най-новите оръдия. Така Кастилия систематично завладява едно по едно владенията на Гранада. През 1485 г. след продължителна обсада и жесток обстрел е завладяна Ронда, на следващата година пада Лоха, а Мохамад XII отново е пленен и освободен. През 1487 г. се предава и Малага, като по този начин западната част на Гранада попада изцяло в испански ръце. Пробивът на изток е направен през 1489 г., когато Исабела завладява Баса. Обсадата на последната крепост на маврите – Гранада започва през 1491 г. След като испанският лагер е унищожен от пожар, той е построен отново, този път от камък, във формата на кръст, боядисан е в бяло и наречен Санта Фе (Светата вяра). Султан Мохамад XII се предава към края на годината, а на 2 януари 1492 г. Исабела и Фердинад влизат тържествено в града и получат неговите ключове (според една легенда, когато напускащият града Мохамад XII в един момент започнал да плаче, майка му – свидетел на сцената казала „Не плачи като жена за това, което не успя да защитиш като мъж“). По тяхна заповед главната джамия на Гранада е превърната в църква. По-късно същата година е подписан договорът от Гранада, който трябвало да гарантира религиозните права на новите мюсюлмански поданици на Исабела, но той така и не е изпълнен.

### Инквизиция и прогонване на евреите
Първите постъпки на Исабела и Фернандо за въвеждането на Инквизицията в Кастилия са направени още през 70-те години на 15 век. Още през 1478 г. кралицата получава папска була, с която Сикст IV разрешава преследването на еретици и евреи. Първият процес на Инквизицията в Испания се състои през 1481 г. в Севиля, където първи жертви на религиозния фанатизъм стават 288 новопокръстени евреи – т.нар. марани, за които Инквизицията организира пищно аутодафе.
През 1483 г. за Велик инквизитор на Кастилия е назначен изповедникът на кралицата Томас де Торквемада. Под неговото ръководство и с подкрепата на кралската власт само за няколко години Инквизицията в Испания придобива завършен облик, а правомощията ѝ се разпростират и в Арагон.
Основна мишена на Инквизицията са заможните юдеи, марани, мориските и мюсюлманите мудехари, в чиито богатства се цели и кралската власт. Торквемада се опитва да убеди кралицата да води политика на религиозна унификация на кралството. Исабела първоначално отказва, но Торквемада успява да убеди Фердинанд, с което Исабела става по-податлива на машинациите на Торквемада. Мараните и приелите християнството мудехари са обвинени, че са приели привидно християнската вяра. По инициатива на Торквемада на 31 март 1492 г. кралицата издава Декрета от Алхамбра, с който заповядва експулсирането на всички евреи, които отказват да приемат християнството.
В отвоюваните от мюсюлманите земи започва поход срещу исляма – рушат се джамии, изгарят се мюсюлмански текстове. Това предизвиква голямо въстание на мюсюлманите и мориските в Гранада през 1499 г., което служи като повод за властите официално да се оттеглят от договора от Гранада и през 1501 г. мюсюлманите също са поставени пред дилемата или да приемат християнството, или да напуснат страната.
Преследванията на религиозните малцинства по време на Исабела става причина за голям емигрантски поток от евреи към Османската империя и от мюсюлмани към Северна Африка. Това се отразява пагубно на бъдещото развитие на испанската икономика, като се има предвид, че по това време познанията на евреите в областта на търговията и предприемачеството са важен стимул за икономическото развитие, от който обаче испанската икономика в края на 15 век се лишава. Това, както и крайният икономически консерватизъм на управляващата религиозна върхушка спъват развитието на бъдещите капиталистически отношения в страната.
Заради големите си заслуги за разпространението на католицизма Исабела получава от папа Александър VI титлата Католическа кралица.

### Експедицията на Колумб
Три пъти Исабела отказва да субсидира плановете на Христофор Колумб да открие път към Индиите на запад. През 1492 г. Колумб получава разрешение от Исабела и на 3 август експедицията му се отправя да търси път към Индия. На 12 октомври 1492 г. корабите на Колумб достигат Америка. На следващата година експедицията се завръща в Кастилия, носейки със себе си съкровища от Америка. Така Испания навлиза в своята колониална ера и постепенно се превръща в империя.
През 1494 г. Исабела, Фердинанд и португалският крал подписват договора от Тордесиляс, с който си поделят света извън Европа. През 1503 г. кралицата създава Секретариат за Индиите, който по-късно се превръща във Върховен съвет на Индиите.

## Късни години
Последните години на Исабела са белязани от опитите ѝ да заздрави връзките на страната с останалите европейски монархии, като по този начин отблъсне френските аспирации към Апенините. Така през 1497 г. кралицата жени сина си Хуан за Маргарита Австрийска, с което поставя началото на обвързването с Хабсбургите в противовес на Франция. Най-голямата ѝ дъщеря Исабела е омъжена за португалския престолонаследник Мануел, другата дъщеря Хуана Кастилска се омъжва за бургундския херцог Филип Хабсбург, а най-малката Катерина Арагонска – за английския крал Хенри VIII. Плановете за децата ѝ обаче постепенно се провалят – синът ѝ Хуан умира през 1497 г., а на следващата година – и дъщеря ѝ Исабела. Така наследник на короната става дъщеря ѝ Хуана Кастилска, омъжена за Филип Бургундски, която обаче проявява признаци на психично разстройство.
Исабела Кастилска умира на 26 ноември 1504 г. в Медина дел Кампо и е погребана в кралската капела в Гранада.
Тридесетгодишното управление на Исабела издига кралската власт в Кастилия до непознати дотогава висоти – самоуправството на идалгосите и градовете е силно ограничено, а независимите Кортеси стават все по-зависими от кралската воля. Същата съдба сполетява и трите духовно-рицарски ордена на Кастилия.

## Деца
1. Изабела (1470 – 1498), първи брак с инфант Афонсу Португалски (1475 – 1491), втори брак – за неговия чичо крал Мануел I Португалски, следващ наследник на португалския престол.
2. Хуан (1479 – 1497), женен 1497 г. за Маргарита Австрийска (1480 – 1530).
3. Хуана Безумната (1479 – 1555), кралица на Кастилия, омъжена 1496 г. за Филип Красиви (брат на Маргарита Австрийска, това са двойни бракове).
4. Мария (1482 – 1517), след смъртта на сестра си Изабела става следваща жена на Мануел I Португалски.
5. Катерина (1485 – 1536), първи брак 1501 г. с Артур, принц Уелски, (1486 – 1502), във втория – 1509 г. с неговия брат Хенри VIII Тюдор.